# Jonas Edman
Jonas Edman, né le 4 mars 1967 à Linköping, est un tireur sportif suédois.

## Carrière
Jonas Edman participe aux Jeux olympiques de 2000 à Sydney et remporte la médaille d'or dans l'épreuve de la carabine 50 mètres tir couché.